# Ischaemum murinum
Ischaemum murinum là một loài thực vật có hoa trong họ Hòa thảo. Loài này được G.Forst. mô tả khoa học đầu tiên năm 1780.